# Jaświły
Jaświły – wieś w Polsce położona w województwie podlaskim, w powiecie monieckim, w gminie Jaświły.
Miejscowość jest siedzibą gminy Jaświły oraz  rzymskokatolickiej  parafii Najświętszego Serca Pana Jezusa.
Wieś królewska (sioło) Jaszwiło, należąca do wójtostwa jaszwiłowskiego starostwa knyszyńskiego w 1602 roku, położona była w 1795 roku w ziemi bielskiej województwa podlaskiego. W latach 1954–1972 wieś należała i była siedzibą władz gromady Jaświły. W latach 1975–1998 miejscowość administracyjnie należała do województwa białostockiego.
1 sierpnia 1917 r. urodziła się tu Melania Burzyńska. 

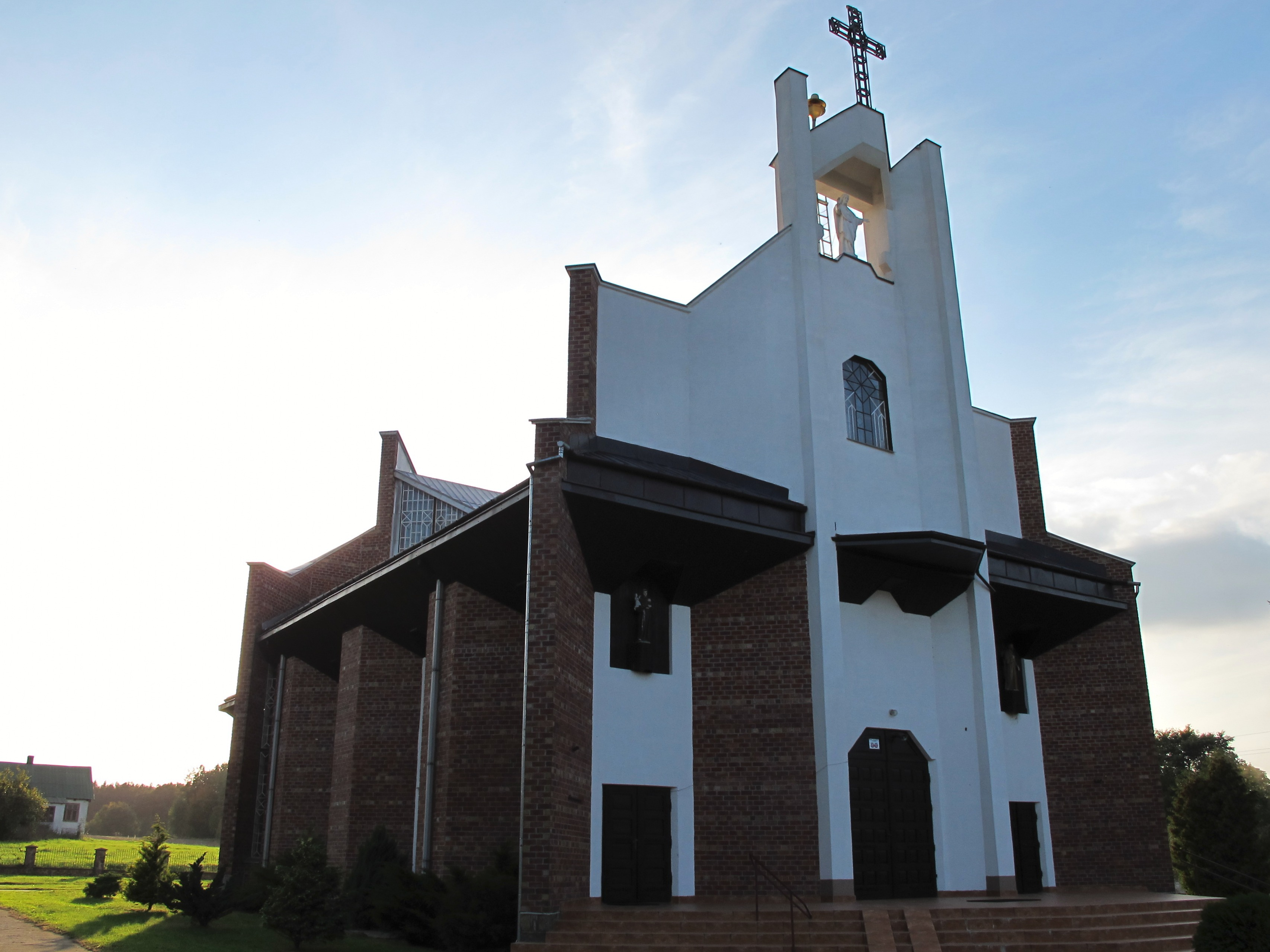
Kościół parafii Najświętszego Serca Pana Jezusa we wsi